# Esclavage parmi les Amérindiens aux États-Unis

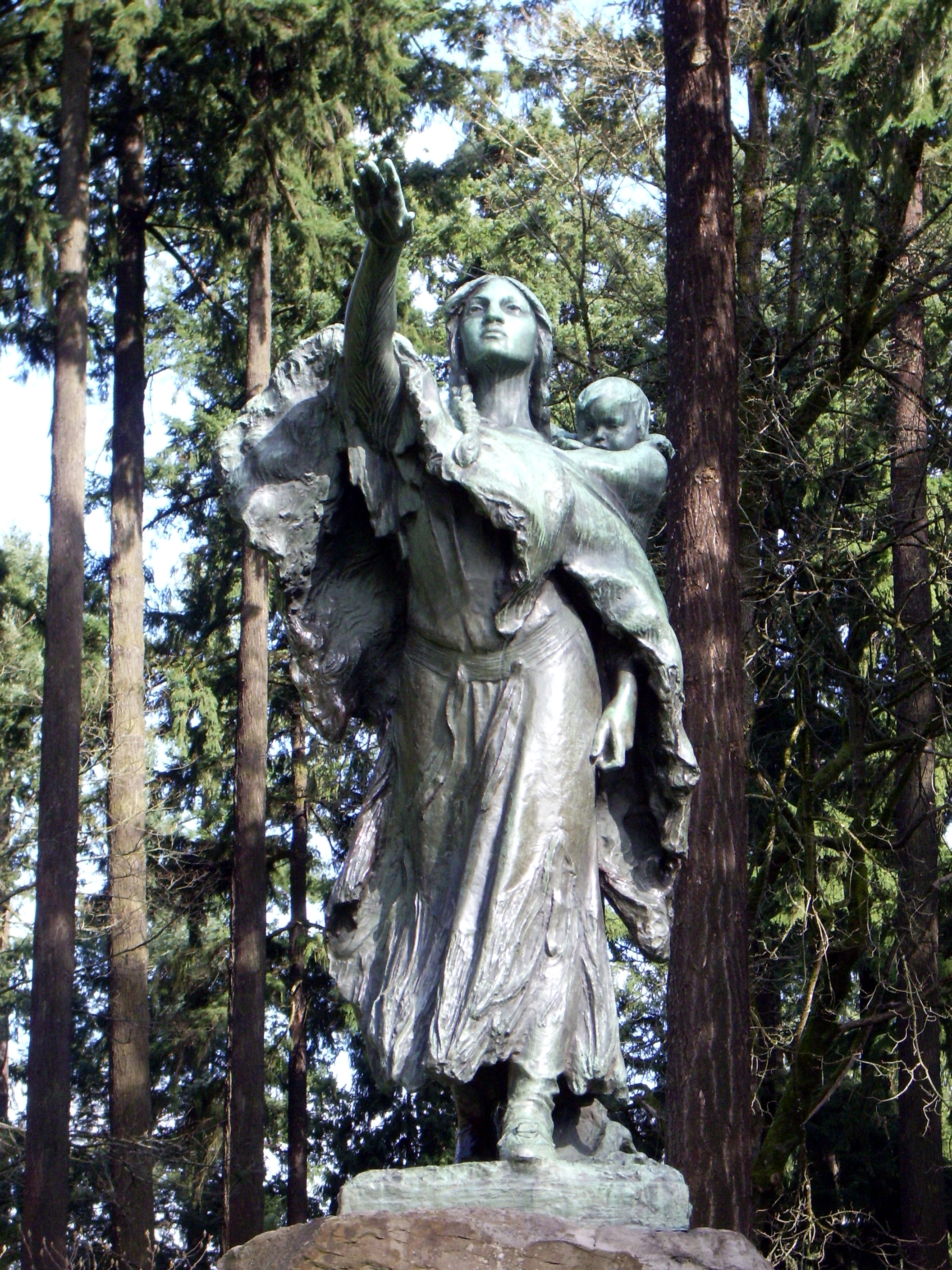
Statue représentant Sacagawea (env. 1788–1812), une Lemhi shoshone captive des Hidatsas puis vendue à Toussaint Charbonneau.

L'esclavage chez les Amérindiens aux États-Unis comprend à la fois l'esclavage « par » les Amérindiens ainsi que l'esclavage « des » Amérindiens au cours de l'histoire dans un espace correspondant à l'actuel territoire des États-Unis. Les limites des territoires tribaux et des lieux de commerce des esclaves ont plus varié que ces frontières.
Ces phénomènes englobent la pratique de certaines nations amérindiennes de détenir des prisonniers de guerre comme des esclaves avant et pendant la colonisation européenne, la capture et la vente de natifs comme esclaves par des Européens, ainsi que l'adoption par un petit nombre de nations de la pratique de la détention mobilière d'esclaves noirs entre la fin du XVIIIe siècle et celle du XIXe siècle.
Les formes d'esclavage pré-contact étaient semble-t-il distinctes de l'esclavage développé par les Européens en Amérique du Nord au cours de la période coloniale. L'influence européenne a considérablement changé la pratique de l'esclavage par les Amérindiens. En s'attaquant entre elles dans le but de capturer des esclaves à vendre aux Européens, les nations amérindiennes ont mené des guerres destructives entre elles, et précipité leur défaite face aux colons,,,.

## Histoire de l'esclavage chez les Amérindiens
De nombreuses nations amérindiennes pratiquaient l'esclavage avant l'introduction par les Européens de l'esclavage commercial, mais aucune n'exploitait de main-d'œuvre esclave à grande échelle.

### Usage de guerre
Des nations amérindiennes[Lesquelles ?]  réduisaient en esclavage leurs prisonniers de guerre. Certains autres, cependant, étaient utilisés pour des sacrifices rituels. Les Amérindiens ne faisaient pas de traite humaine à large échelle; les esclaves étaient c dans la période pré-coloniale, mais il arrivait qu'ils les utilisent comme monnaie d'echange dans le cadre de traité de paix ou pour racheté leurs propres membres réduits en esclavage . La plupart d'entre eux vivant dans un premier temps en marge de la tribu, puis y étaient peu à peu intégrés.

#### Intégration des captifs
Dans de nombreux cas, les nations adoptaient les captifs pour remplacer leurs guerriers tués lors de combats. Les guerriers captifs étaient parfois mutilés ou torturés (dans certains cas jusqu'à la mort) dans le cadre d'un deuil rituel pour la famille des guerriers tués dans la bataille. Certaines nations amérindiennes coupaient un pied des captifs pour les empêcher de fuir. D'autres offraient aux captifs d'épouser les veuves des tués. Les Creeks, qui avaient un système matrilinéaire, traitaient les enfants nés d'esclaves comme des membres à part entière de la tribu, du fait que la propriété et l'hérédité étaient transmises par lignée maternelle. Plus généralement, les nations adoptaient facilement les femmes et les enfants captifs, car ils avaient tendance à s'adapter plus facilement à leur nouveau mode de vie.

#### Esclavage pour dette et comme forme de châtiment
Plusieurs nations pouvaient garder des captifs en otage comme caution de dettes. De nombreuses nations imposaient aussi l'esclavage pour le paiement des dettes ou l'imposaient à leurs membres ayant commis des crimes ; le statut tribal de ces derniers était restauré à l'issue de ce travail forcé.

### Premières rencontres avec les Européens
Lorsque les Européens entrèrent en contact avec les Amérindiens, ceux-ci commencèrent à participer au commerce des esclaves. Des Amérindiens, lors de leurs premières rencontres avec les Européens, tentèrent d'utiliser les captifs de nations ennemies pour « faire jouer les tribus les unes contre les autres », une tentative infructueuse de diviser pour régner.
Les Haïdas et les Tlingits, qui vivaient le long de la côte sud-est de l’Alaska, étaient traditionnellement connus comme étant de féroces guerriers et des esclavagistes, qui faisaient des raids aussi loin que la Californie actuelle,. Dans leur société, le statut d'esclave était héréditaire pour les prisonniers de guerre,. Chez certaines nations du Nord-Ouest Pacifique, jusqu'à un quart de la population était constitué d'esclaves.

## L'esclavage européen
Les colons européens provoquèrent un changement dans la pratique des captures et du travail forcé préexistants des Amérindiens en créant un véritable marché des prisonniers de raids,.
Pendant des décennies, les colonies ont manqué de travailleurs ; en particulier celles du Sud, initialement développées pour l'exploitation des ressources plutôt que la colonisation. Les colons achetaient ou capturaient des Amérindiens pour les contraindre au travail forcé de la culture du tabac puis, à partir du XVIIIe siècle, du riz et de l'indigo. Afin d'acquérir des marchandises, en particulier provenant du reste du monde, les autochtones commencèrent à vendre des prisonniers aux Blancs plutôt que de les intégrer dans leurs propres sociétés comme ils le faisaient par le passé,. Les marchandises acquises pouvaient être des haches, des bouilloires en bronze, du rhum (produit aux Caraïbes), des bijoux européens, des aiguilles, des ciseaux, mais surtout des fusils.
Les Anglais copièrent les Portugais et les Espagnols en considérant l'esclavage des Africains et des Amérindiens comme une institution moralement, légalement et socialement acceptable ; la justification la plus rationnelle à cet esclavage était qu'il valait mieux employer les captifs ainsi que de les condamner à mort.
Les évasions d'esclaves amérindiens étaient fréquentes, parce qu'ils connaissaient les lieux, contrairement aux esclaves africains. Par conséquent, les autochtones réduits en esclavage étaient souvent envoyés aux Indes occidentales, ou loin de leurs terres.

### Arrivée de l'esclavage européen
Les premiers esclaves africains dont on a conservé l'enregistrement ont été placés à Jamestown ; avant les années 1630, l'engagisme était la forme dominante de servitude dans les colonies. Cependant, en 1636, seuls les Blancs pouvaient légalement recevoir des contrats de serviteurs consentants. Le plus ancien document établissant le statut d'esclave d'un Amérindien date de 1636 et a pour sujet un homme originaire du Massachusetts.
En 1661, l'esclavage était devenu légal dans les Treize colonies. La Virginie déclarera « les Indiens, les mulâtres et les nègres comme biens immobiliers », et en 1682, l'État de New York interdit aux esclaves africains ou amérindiens de quitter la maison de leur maître ou leur plantation sans autorisation.
Dans certains cas, les Européens distinguaient l'esclavage des Amérindiens et celui des Africains : bien que les Amérindiens et les Africains soient tous deux considérés comme « sauvages », une croyance voulait que les Africains soient « brutaux » alors que les Amérindiens étaient idéalisés comme un peuple noble qui pourrait être éduqué dans la civilisation chrétienne[source insuffisante].

### Esclavage des amérindiens
On sait peu des milliers d'Amérindiens qui ont été contraints au travail. Deux mythes ont compliqué l'histoire de l'esclavage des Amérindiens : que les Amérindiens étaient indésirables comme servants, et que les Amérindiens ont été exterminés ou chassés après la guerre du Roi Philippe.

#### Statut des esclaves amérindiens
Le statut juridique précis pour certains Amérindiens est difficile à établir dans certaines circonstances, comme la servitude forcée et l'esclavage étaient mal définis dans l’Amérique britannique du XVIIe siècle. Certains maîtres affirmaient être propriétaires des enfants de leurs serviteurs amérindiens, et cherchaient à les transformer en esclaves.
La constante historique de l'esclavage en Amérique était que les colons européens avaient tracé une stricte limite entre « les gens comme eux qui ne pourraient jamais être réduits en esclavage » et les gens de couleur ou métis étrangers, « pour la plupart des Africains et Amérindiens qui pourraient être réduits en esclavage ». Une caractéristique unique des relations entre les indigènes et les colons est que les colons affirmèrent progressivement leur souveraineté sur les habitants autochtones au cours du XVIIe siècle ; les transformant, ironiquement, en sujets avec des droits et privilèges dont les Afro-Américains ne pourraient jamais profiter.
Dans les colonies espagnoles, l'Église attribuait des noms de famille espagnols aux Amérindiens et les enregistrait en tant que serviteurs plutôt que comme esclaves. À l'ouest, de nombreux membres de nations amérindiennes étaient pris contre leur gré comme esclaves à vie. Dans l'est, les Amérindiens étaient systématiquement enregistrés comme esclaves.

#### Emploi d'esclaves amérindiens
Les esclaves des territoires indiens furent utilisés à de nombreuses fins à travers les États-Unis : travail dans les plantations de l'Est, guides dans les régions sauvages, travail dans les déserts de l'Ouest, enrôlement comme combattants lors de guerres. Les esclaves amérindiens étaient touchés par des maladies européennes nouvellement introduites et souffraient de traitements inhumains.

### Esclavage en Nouvelle-Angleterre

#### La guerre des Pequots
La majorité des esclaves pequots faits par les Européens étaient constitués de femmes et d'enfants non combattants, dont la plupart servirent comme esclaves pour le reste de leur vie.
Certains dossiers juridiques montrent des primes récompensant la traque des esclaves amérindiens évadés plus de dix ans après la fin de la guerre.
La conclusion de la guerre des Pequots de 1636 amena les Britanniques à faire des prisonniers de guerre pequots des esclaves presque immédiatement après la fondation du Connecticut en tant que « colonie », en Nouvelle-Angleterre,. Cette guerre des Pequots fut dévastatrice : les Niantics, les Narragansetts, et les Mohegans ont été persuadés d'aider les colons du Massachusetts, du Connecticut, et de Plymouth à massacrer les Pequots, dont au moins 700 individus périrent.

#### Développement des captures et du commerce d'esclaves
Le commerce d'esclaves amérindiens en Nouvelle-Angleterre et au Sud fut grandement aidé par le fait que les différentes nations ne se reconnaissaient pas entre elles, et étaient donc incapables de s'unir contre l'envahisseur. Les Chicachas et les Westos, par exemple, vendirent des captifs d'autres nations sans faire de détail et simplement pour augmenter leur pouvoir politique et économique.
Rhode Island a également participé à l'esclavage des Amérindiens, mais les archives officielles sont incomplètes ou inexistantes, rendant le nombre exact d'esclaves impossible à chiffrer. Les gouvernements de la Nouvelle-Angleterre promettaient aux colons le droit de piller comme paiement, et les commandants, comme Israël Stoughton, considéraient la prise de femmes et enfants amérindiens comme leur dû. En raison du manque de preuves, on ne peut spéculer pour savoir si les soldats demandaient ces prisonniers comme esclaves sexuels ou uniquement comme serviteurs. Peu de chefs colons remirent en question les politiques coloniales de traitement des esclaves mais Roger Williams, qui a essayé de maintenir des liens positifs avec les Narragansetts, était en conflit : en tant que chrétien, il considérait que les assassins d'Indiens  « méritaient la mort » et condamnait le meurtre de femmes et d'enfants autochtones, bien qu'il garda ses critiques privées.
Le Massachusetts conserva dans un premier temps la paix avec les nations amérindiennes de la région, cependant cela changea et l'esclavage des Amérindiens devint inévitable. On trouve des journaux de Boston mentionnant des évasions d'esclaves à la fin de l'année 1750. En 1790, le rapport du recensement des États-Unis indiquait que le nombre d'esclaves dans l'État était de 6 001, dont une part inconnue d'Amérindiens, mais au moins 200 cités comme moitié indiens (c'est-à-dire métis amérindien-africain). Le Massachusetts ayant occupé une place prépondérante lors de la guerre du Roi Philip et de la guerre des Pequots, il est très probable que la colonie avait largement dépassé le nombre d'esclaves amérindiens du Connecticut ou de Rhode Island.
Le New Hampshire s'est montré singulier en restant quasi-pacifique avec les nations voisines durant la guerre des Pequots et la guerre du Roi Philip, ayant de fait très peu d'esclaves. Les colons du Sud ont commencé à capturer et asservir les Amérindiens pour les exporter vers les « îles à sucre », ainsi qu'à destination des colonies du Nord. Ce commerce dévasta les populations natives du sud-est.
Aux XVIIe et XVIIIe siècles, les Anglais à Charles Town (Caroline du Sud), les Espagnols en Floride, et les Français en Louisiane cherchèrent des partenaires commerciaux et des alliés parmi les nations amérindiennes, en proposant des échanges de marchandises, tels que des couteaux et des haches en métal, des armes à feu et des munitions, de l'alcool, des perles, des tissus et des chapeaux en échange de fourrures et d'esclaves amérindiens.

#### Escalade esclavagiste
À partir de 1610, les marchands hollandais avaient développé un commerce lucratif avec les Iroquois : les Iroquois donnaient aux Néerlandais des peaux de castor et recevaient en échange des vêtements, des outils et des armes à feu, qui augmentaient leur puissance par rapport aux autres nations voisines. 
Ce commerce permit aux Iroquois de mener des campagnes contre d'autres nations comme les Hurons, les Pétuns, les Andastes, les Ériés et les Chaouanons. Les Iroquois ont alors pu commencer à prendre des prisonniers de guerre et à les vendre. Le pouvoir écrasant des Iroquois combiné aux épidémies de maladies européennes dévastèrent de nombreuses nations orientales.

### Esclavage dans le Sud-Est américain
Des historiens ont estimé que des dizaines de milliers d'Amérindiens ont été réduits en esclavage, mais leur nombre exact est inconnu car les statistiques de l'état civil et les rapports de recensement sont rares voire inexistants,. Même si l'état civil est devenu plus fiable à la fin de la période coloniale, les Amérindiens n'avaient pas de mention particulière et étaient classés avec les esclaves africains sans distinction. Par exemple, « Sarah Chauqum de Rhode Island » fut répertoriée par son maître comme mulâtre dans l'acte de vente à Edward Robinson, mais elle a pu regagner sa liberté en affirmant son identité narragansett. Tous les indigènes n'ont pas réussi à éviter de tels incidents.

#### Esclavage en Caroline
La Caroline est unique par rapport aux autres colonies[Lesquelles ?] : en effet, les colons qui s'y étaient établis considéraient l'esclavage comme essentiel à la réussite économique,.

##### Débuts prudents
En 1680, les propriétaires d'esclaves demandèrent au gouvernement de Caroline de s'assurer que les esclaves indigènes bénéficiaient d'une justice égale, et qu'ils étaient traités mieux que des esclaves africains. Ces règles furent largement publiées, afin que personne ne puisse prétendre les ignorer.
Ce changement politique en Caroline avait pour origine la crainte que les esclaves informent leurs nations, entraînant encore plus d'attaques dévastatrices sur les plantations, ainsi qu'une attention non désirée du gouvernement britannique. Cette tentative de changement s'est avéré presque impossible car les colons et fonctionnaires locaux voyaient les Amérindiens et les Africains comme semblables, et l'exploitation des deux comme le moyen le plus facile de s'enrichir.

##### Justification de l'esclavage
En décembre 1675, le grand conseil de la Caroline publia une justification de l'esclavage et de la vente d'Amérindiens, affirmant que ceux qui étaient ennemis des nations aillées au Royaume-Uni étaient des cibles privilégiés, n'étant pas d'« innocents indiens ». Le conseil affirma également qu'il attendait des « alliés indiens » qu'ils prennent des prisonniers, et que ces captifs étaient prêts à travailler dans le pays ou être transportés ailleurs.
Le conseil utilisa cette directive pour satisfaire les propriétaires, et pour confirmer l'affirmation traditionnelle selon laquelle personne n'était réduit à l'esclavage contre sa volonté ni transporté sans son consentement hors de la Caroline, bien que ce ne soit bien sûr pas le cas.

##### Échanges trans-coloniaux
Dans d'autres colonies, l'esclavage se développa au fil du temps comme la principale force de travail. On estime que les commerçants de Caroline à Charles Town livrèrent de 30 000 à 51 000 Amérindiens entre 1670 et 1715 à un fructueux commerce des esclaves avec les Caraïbes, l'Hispaniola, et les colonies du nord,. Il était plus rentable d'avoir des esclaves amérindiens, car les esclaves africains devaient être expédiés et achetés, alors que les Amérindiens pouvaient être capturés et immédiatement placés dans les plantations. Les Blancs des colonies du Nord préféraient avoir des esclaves femmes et enfants autochtones. Les Caroliniens avaient une préférence pour les esclaves africains, mais cela ne les empêchait pas de faire commerce des Amérindiens.
Avant 1720, date de fin du commerce d'esclaves autochtones, la Caroline exportait autant voire plus d'esclaves amérindiens qu'elle n'importait d'esclaves africains. Le taux d'échange habituel était alors d'un Africain pour deux ou trois Amérindiens. Dans le Sud-Ouest, les colons espagnols et les esclavagistes amérindiens vendaient ou échangeaient les esclaves dans les nombreuses foires commerciales le long du Río Grande.

#### Démographie des esclaves
Peter H. Wood constata qu'en 1708, la population de Caroline du Sud totalisait 9 580 individus, dont 4 100 esclaves africains et 1 400 esclaves amérindiens.

##### Répartitions raciste et sexuée des esclaves
Les hommes africains composaient 45 % de la population d'esclaves, tandis que les femmes amérindiennes comptaient pour 15 % de la population adulte des esclaves de la colonie. En outre, les femmes autochtones étaient plus nombreuses que les hommes autochtones, et les hommes africains considérablement plus nombreux que les femmes africaines. De ce fait, de nombreux anciens esclaves afroaméricains avaient un ascendant amérindien notable à une ou deux générations avant eux. Ces unions aboutirent sur un grand nombre évident mais inconnu d'enfants métis afro-amérindiens. En 1715, la population d'esclaves amérindiens de Caroline était estimée à 1 850 individus.

##### Pratiques usuelles
Dans le livre de John Norris Profitable Advice for Rich and Poor (1712), il est recommandé d'acheter dix-huit femmes autochtones, une quinzaine d'hommes africains et trois femmes africaines. Les marchands d'esclaves préféraient les captifs amérindiens ayant moins de dix-huit ans, censés être plus facilement formés à de nouveaux travaux.
Dans les colonies de l'Est, il était devenu pratique courante d'avoir pour esclaves uniquement des femmes amérindiennes et des hommes africains, en faisant augmenter parallèlement leur nombre. Cette pratique conduisit aussi à un grand nombre d'unions mixtes,. Les femmes autochtones étaient en effet moins chères à l'achat que les hommes ou que les Africains ; de plus, il était plus efficace d'avoir des femmes autochtones parce qu'elles étaient les plus compétentes en agronomie dans leurs communautés d'origine, où les hommes se consacrent à d'autres activités.
Durant cette époque, il n'était pas rare que les avis de recherche des journaux coloniaux mentionnent les esclaves en fuite parlant d'Africains, d'Amérindiens ou des métis.

#### Religions
Dans l'Illinois, les colons français baptisaient les esclaves amérindiens nouvellement acquis : ils estimaient qu'il était essentiel de les convertir à la foi catholique. Les registres des baptêmes incluent des milliers d'entrées d'esclaves amérindiens,.
Beaucoup des premiers travailleurs, y compris ceux provenant d'Afrique, entraient dans les colonies sous contrat d'indenture et pouvaient retrouver leur liberté après avoir repayé leur traversée. L'esclavage était réservé aux individus n'étant ni chrétiens ni européens. En 1705, l'assemblée générale de Virginie définit ces conditions :

« Tous serviteurs importés et amenés dans le pays ... n'étant pas chrétiens dans leur pays d'origine ... doivent être comptabilisés et esclaves. Tous les nègres, mulâtres et les Indiens esclaves à l'intérieur du dominion ... seront tenus pour l'immobilier. Si un esclave résiste à son maître ... corriger ces esclaves, fussent-ils tués avec une telle correction ... le maître doit être exempt de toute punition ... comme si l'accident n'était jamais arrivé. »

— Déclaration de l'assemblée générale de Virginie, 1705

#### Précautions anti-soulèvement
Au milieu du XVIIIe siècle, le gouverneur de la Caroline du Sud James Glen commença à promouvoir une politique officielle visant à créer chez les Amérindiens une aversion pour les Afro-Américains, dans le but d'empêcher de possibles alliances entre eux,. En 1758, James Glen écrivit : « Il a toujours été la politique du gouvernement de créer une aversion entre les Indiens et les nègres. »

### Déclin de l'esclavagisme
La domination du commerce d'esclaves d'Amérindiens n'a duré que jusqu'aux environs de 1730, quand il conduisit à une série de guerres dévastatrices parmi les nations,. Le commerce des esclaves créa des tensions qui n'étaient pas préexistantes entre les différentes nations, ainsi qu'un abandon à grande échelle de leur région d'origine pour échapper à la guerre et au commerce d'esclaves. La majorité des guerres indiennes se sont produites dans le sud.
Les Westos (en) vivaient à l'origine près du lac Érié jusqu'aux années 1640, mais ils durent se déplacer pour échapper à l'esclavagisme et aux guerres de deuil des Iroquois ; guerres ayant pour but de pour repeupler leur tribu. Les Westos allèrent en Virginie, puis en Caroline du Sud pour profiter des routes de commerce. Les Westos contribuèrent fortement à la hausse de la participation des communautés natives du sud-est au commerce d'esclaves. L'augmentation des échanges esclaves contre armes à feu obligeait en effet toutes les nations à y participer ou à en être victimes.
Avant 1700, les Westos dominaient le commerce d'esclaves en Caroline, capturant des individus de toutes nations du Sud sans discernement,. Ils gagnèrent en puissance rapidement, mais les Britanniques et les propriétaires de plantations commencèrent à les craindre, car ils étaient très bien armés du fait de leur commerce lucratif. Les Anglais s'allièrent aux Savannahs à partir de 1680 tuèrent la plupart des hommes et vendirent les femmes et enfants qui pouvaient être capturés,. Les Westos furent complètement anéantis sur le plan culturel, les survivants étant dispersés à travers les colonies, dont Antigua.

#### Changements culturels
Peu à peu, du fait des raids de plus en plus lointains pour satisfaire les acheteurs britanniques, les nations du Sud-Est intensifièrent les guerres et traques, ce qui remettait en cause leurs raisons traditionnelles de faire la guerre,. La guerre était à l'origine basée sur une vengeance à but non lucratif. Les guerres des Chicachas ont repoussé la tribu Houma vers le sud, où elle avait des difficultés à se stabiliser. En 1704, l'alliance des Chicachas avec les Français s'était affaiblie et les Britanniques en profitèrent pour prendre leur place en leur apportant douze esclaves taensa. Dans le Mississippi et le Tennessee, les Chicachas utilisaient à la fois les Français et les Britanniques, les uns contre les autres, et chassaient les Chactas, qui étaient les alliés traditionnels de la France, ainsi que les Arkansas, les Tunicas, et les Taensas, en créant des dépôts d'esclaves sur leurs territoires. En 1705, les Chicachas ciblèrent par surprise les Chactas, bien qu'un accord d’amitié les unisse. La capture de plusieurs familles raviva la guerre entre les deux nations et la fin de leur allégeance. Les Chicachas réussirent, en un seul raid en 1706 sur les Chactas, à capturer 300 autochtones pour les Anglais. La guerre entre les deux nations s'est maintenue jusqu'au début du XVIIIe siècle, le pire incident pour les Chactas survint en 1711, quand ils furent attaqués par les Britanniques, qui avaient peur qu'ils se soient alliés aux Français. On estime que cette guerre, additionnée à l'asservissement et aux épidémies, que la population chicacha fut réduite de moitié entre 1685 et 1715.

#### Changements sociaux
Comme les nations du Sud continuèrent à s'impliquer dans la traite des esclaves, et donc dans le commerce, il accumulèrent peu à peu des dettes significatives vis-à-vis des colons. Les Yamasees avaient une dette importante due à l'achat de rhum en 1711, mais l'assemblée générale vota son annulation pour éviter une guerre. Le commerce d'esclaves par les Amérindiens entre eux commença à affecter négativement l'organisation sociale dans beaucoup de nations, et notamment les rôles des genres. En interagissant avec les individus de la société, les hommes guerriers furent très inspirés par l'organisation patriarcale, et voulurent l'instaurer dans leurs propres sociétés. Parmi les Cherokees, l'affaiblissement du pouvoir des femmes créa des tensions au sein de leurs communautés. Par exemple, les guerriers consultaient moins les femmes pour déterminer du moment de faire la guerre. Seules celles qui avaient prouvé leur valeur à la guerre étaient en droit de prendre pleinement part aux décisions ; cela conduisit les femmes à soutenir les raids ayant pour but le commerce des esclaves.
Par exemple, les Creeks, une confédération de différents groupes qui avaient joint leurs forces pour se défendre contre les raids, s'allièrent aux Anglais et s'installèrent sur les Apalaches en Floride espagnole, où il s'adonnèrent peu à peu eux aussi aux raids pour capturer des esclaves. Ces raids ont également détruit plusieurs nations de Floride, y compris les Timucuas. En 1685, les Yamasees ont été persuadés par des marchands d'esclaves écossais d'attaquer les Timucuas, et l'attaque fut dévastatrice. Tous les indigènes de Floride à l'époque coloniale finirent soit tués, soit réduits en esclavage, soit dispersés. On estime que les raids creeks-anglais en Floride apportèrent 4 000 esclaves amérindiens entre 1700 et 1705.

#### Changements comportementaux
Quelques années plus tard, les Chaouanons conduisirent des raids sur les Cherokees de manière similaire. En Caroline du Nord, les Tuscaroras, craignant entre autres que les Anglais aient prévu de les réduire en esclavage et de spoiler leurs terres, menèrent une guerre contre eux de 1711 à 1713. Durant cette guerre, les blancs de Caroline, aidés par les Yamasees anéantirent les Tuscararas et firent des milliers de prisonniers qui furent réduits en esclavage. En quelques années, le même sort frappa les Yuchis et les Yamasees eux-mêmes, qui n'était plus en faveur avec les Britanniques. Les Français armèrent la tribu des Natchez, qui vivait sur les rives du Mississippi et de l'Illinois, contre les Chichacas. En 1729, les Natchez, alliés avec un certain nombre d'esclaves noirs évadés et vivant parmi eux se soulevèrent contre les Français. Une armée composée de soldats français, de guerriers chactas, et d'autres esclaves africains, remporta la victoire. Le comportement commercial de plusieurs nations commença à changer pour revenir à des méthodes plus traditionnelles d'adoption de prisonniers de guerre au lieu de les vendre immédiatement aux marchands d'esclaves blancs ; certains prirent l'habitude de les détenir pendant trois jours avant de décider de les vendre ou pas. Cette règle fut adoptée du fait des lourdes pertes dans de nombreuses nations à cause des guerres qui continuèrent tout au long du XVIIIe siècle.

#### Changements démographiques
La combinaison mortelle de l'esclavage, de la maladie et de la guerre diminua de manière spectaculaire la population d'Amérindiens libres du Sud ; il est estimé que les nations du Sud comptait autour de 199 400 individus en 1685, mais seulement 90 100 individus en 1715,. Les guerres indiennes du début du XVIIIe siècle, combinées avec l'augmentation de la disponibilité des esclaves africains, mirent peu à peu fin au commerce des esclaves amérindiens vers 1750. De nombreux marchands d'esclaves coloniaux avaient été tués dans les combats, et les groupes restants d'Amérindiens finirent par s'allier, déterminés à affronter les colons européens en position de force, plutôt qu'être réduits en esclavage,. Bien que les Amérindiens ne pratiquent plus le commerce d'esclave, la réduction en esclavage d'Amérindiens continua, les registres du 28 juin 1771 montrent que des enfants amérindiens étaient gardés comme esclaves à Long Island. Des esclaves indigènes s'étaient aussi mariées, donnant naissance à d'autres esclaves indigènes, dont certains étaient aussi d'ascendance africaine. Les évasions d'esclaves amérindiens, leur achat ou leur vente se trouve occasionnellement dans les journaux durant toute la période coloniale,. Beaucoup des nations restantes rejoignirent des confédérations telles que les Chactas, les Creeks et les Catawbas pour se protéger, ce qui les rendait moins vulnérable face aux esclavagistes,. De nombreux témoignages d'anciens esclaves mentionnent avoir un parent ou un grand-parent amérindien.

#### Réduction en esclavage après leXIXesiècle
Les enregistrements et récits d'esclaves obtenus par la Works Progress Administration (WPA) indiquent clairement que l'asservissement des indigènes américains continua au XIXe siècle, principalement via des enlèvements. Un exemple documenté est l'interview par la WPA de l'ancien esclave Dennis Subvention, dont la mère était une Amérindienne de pur sang ; elle a été enlevée enfant près de Beaumont dans les années 1850, faite esclave puis forcée de se marier à un autre esclave. Ces enlèvements montrent que même au XIXe siècle, peu de distinction était faite entre les Afro-Américains et les Amérindiens. Les esclaves amérindiens comme les Afro-Américains étaient vulnérables aux abus sexuels des esclavagistes et des autres hommes blancs puissants,. Les difficultés de l'esclavage donnèrent lieu à la création de colonies d'esclaves fugitifs associés à des autochtones vivant en Floride appelés marrons.

### Esclavage en Californie
L'esclavage des Amérindiens a été organisé dans la Californie coloniale et mexicaine par le biais des missions franciscaines, qui disposaient théoriquement d'un droit à dix ans de main-d'œuvre des autochtones, mais qui les gardèrent en servitude perpétuelle, jusqu'à ce que leur charge fut révoquée au milieu des années 1830. À la suite de l'invasion par les États-Unis entre 1847 et 1848, les natifs californiens furent réduits en esclavage dans le nouvel État de 1850 à 1867. L'esclavage nécessitait le dépôt d'une caution par le titulaire de l'esclave et l'asservissement se faisait par le biais de raids et de quatre mois de servitude imposée comme punition pour les Amérindiens tenus coupables de « vagabondage ».

## Les esclaves africains chez les Amérindiens

### Interactions entre Africains et Amérindiens
Le premier contact connu entre des Africains et des Amérindiens a eu lieu en avril 1502, lorsque les explorateurs espagnols qui avaient apporté un esclave africain avec eux rencontrèrent un groupe d'indigènes.
Les Amérindiens ont interagi avec les esclaves africains puis les Afro-Américains de toutes les façons possibles,. Dans les premiers temps de la colonie, les Amérindiens étaient réduits en esclavage avec les Africains, et tous deux travaillent souvent avec des travailleurs européens en indenture,,. « Ils travaillaient ensemble, vivaient ensemble dans des quartiers communautaires, produisaient leur nourriture collectivement, partageaient leurs remèdes à base de plantes, leurs mythes et leurs légendes, et ils finirent par se marier »,.
Parce que les deux groupes étaient des non-chrétiens, les Européens les considéraient comme inférieurs. Ils firent en sorte que les deux groupes soient ennemis afin de pouvoir mieux les contrôler. Dans certaines régions, les Amérindiens commencèrent à lentement absorber la culture blanche.

### Adoption de la pratique de l'esclavage par les Amérindiens

#### Pratique de l'esclavage
L'adoption et l'adaptation des institutions euro-américaines par les Amérindiens, par une cruelle ironie, ne les protégea en rien de la domination occidentale et créa des divisions au sein des nations elles-mêmes. Benjamin Hawkins, surintendant des nations au sud de la rivière Ohio à partir de la fin du XVIIIe siècle jusqu'au début du XIXe siècle, encouragea les grandes nations du Sud-Est à adopter des cheptels d'esclavage, afin d'avoir de la main-d’œuvre pour leur plantations à grande échelle, dans le cadre de leur assimilation aux pratiques euro-américaines.
La pression exercée par les Américains d'origine européenne à s'assimiler, la transformation de l'économie des fourrures, et les tentatives soutenues du gouvernement de civiliser les nations indigènes mena à l'adoption d'une économie basée sur l'agriculture productiviste. Certaines des Cinq tribus  civilisées avaient également acquis des esclaves afro-américains en tant que butin de la guerre d'indépendance qui leur avaient été octroyés par leurs alliés britanniques. Les cinq tribus ont adopté certaines pratiques qu'ils considéraient comme bénéfiques, ils travaillèrent à s'entendre avec les Américains afin de garder leur territoire.
Elles adoptèrent l'esclavage comme moyen de se défendre de la pression fédérale en croyant que cela leur permettrait de conserver leurs terres méridionales. Les tensions étaient changeantes entre les Afro-Américains et les Amérindiens dans le Sud, sanctuaire pour esclaves en fuite au début du XVIIIe siècle, il y avait 50 % de chances ensuite que les indigènes les capturent et les renvoient à leurs maîtres blancs ou les gardent comme esclave pour eux-mêmes.

#### Relations entre les natifs américains et les africains
Contrairement aux esclavagistes blancs, les Amérindiens esclavagistes n'utilisaient pas de justifications à l'esclavage, ni ne maintenaient de vue fictive des esclaves comme faisant partie de leur famille. Cependant, le statut des esclaves pouvait changer si ses ravisseurs les adoptaient ou les épousaient. Bien que certains Amérindiens aient une forte aversion pour l'esclavage, ils leur manquaient le pouvoir politique et la culture paternaliste qui imprégnait le sud non indien, où les hommes blancs étaient considérés comme maîtres absolus.
Il est difficile de savoir si les esclavagistes amérindiens ont pu sympathiser avec leurs esclaves africains comme non blancs. Mais le christianisme est apparu comme une ligne importante séparant certains Amérindiens des Afro-Américains : la plupart des Afro-Américains du début du XVIIIe siècle avaient accepté les enseignements des missionnaires, alors que les Amérindiens, en particulier les Chactas et Chichacas dans le Sud continuaient à pratiquer leurs croyances spirituelles traditionnelles,.
De nombreux Amérindiens voyaient les tentatives de conversion comme composante de l’expansion coloniale.

#### Des communautés mixtes
En outre, tous les Afro-Américains en territoire indien n'étaient pas des esclaves, car certains étaient libres. Par exemple une ville dans la partie orientale de la nation chacta abritait une communauté diversifiée qui incluait des Afro-Américains libres et des métis afro-chactas. En territoire indien, ces communautés n'étaient pas rares et compliquaient les recensements commandés par le gouvernement des États-Unis.
En 1832, les recenseurs commissionnés par le gouvernement en pays creek avaient de grandes difficultés à catégoriser les divers groupes de personnes qui y résidaient, ne sachant pas comment comptabiliser les femmes afro-américaines des hommes creek, ni où placer les métis.

#### Déportation des Amérindiens
L'expulsion des nations Cherokees, Chichacas, Chactas et Creeks par le gouvernement fédéral conduisit à une croissance rapide de l'esclavage dans les plantations à travers le Sud profond, et cette migration des Amérindiens repoussa aussi l'esclavage vers l'ouest, préparant de futurs conflits.
Contrairement à d'autres nations qui ont été physiquement contraintes de quitter le Sud profond, le gouvernement a activement cherché à associer les nations chactas et chichacas de force sous son égide. Ces deux nations se voyaient très différentes et avaient été des ennemis acharnés durant le XVIIIe siècle, mais en 1837, un traité entérina l'unification des deux nations. Elles y consentirent en partie parce qu'un traité de 1855 les autorisait à employer deux gouvernements distincts.

#### Esclavage chez les Cherokees
Les Cherokees étaient la tribu qui avait le plus d'esclaves. En 1809, ils détenaient près de 600 esclaves noirs. Ce nombre est passé à près de 1 600 en 1835, et à environ 4 000 en 1860, après qu'ils se sont retirés en Territoire indien. La population cherokee à ces dates était de 12 400 en 1809, de 16 400 en 1835, et 21 000 en 1860.
La proportion des familles cherokee possédant des esclaves n’excédait pas dix pour cent, et était comparable au pourcentage en vigueur chez les familles blanches dans le Sud, où une élite esclavagiste possédait la plupart des ouvriers. Selon le recensement de 1835, seulement huit pour cent des ménages cherokee comprenait des esclaves, et seulement trois Cherokees détenaient plus de 50 esclaves. Joseph Vann était celui qui en possédait le plus, avec 110 individus, comme d'autres grands planteurs. Parmi les Cherokees possédant des esclaves, 83 % avaient moins de dix esclaves. Dans les familles propriétaires d'esclave, 78 % ont déclaré avoir des ancêtres blancs.

#### Constitution cherokee
En 1827, les Cherokees promulguèrent une constitution, qui faisait partie de leur processus d'acculturation. Elle interdisait aux esclaves et à leurs descendants (y compris métis) de posséder des biens, de vendre des biens ou d'en produire pour gagner de l'argent ; elle leur défendait aussi d'épouser des Cherokees ou des Américains d'origine européenne. Cette constitution prévoyait aussi de lourdes amendes pour les propriétaires d'esclaves si ceux-ci consommaient de l'alcool.

##### Règles concernant les Afro-Américains et métis
Aucun Afro-Américain, même s'il était libre et d'ascendance partielle cherokee, n'avait de droit de vote dans la tribu, ni ne pouvait prétendre à un travail pour le gouvernement,. Ces lois reflètent l'état des lois dans le Sud-Est, mais les lois cherokees n'imposent pas autant de restrictions aux esclaves, et ne les appliquaient pas strictement.

##### Règles concernant les mariages mixtes
Dans leur constitution, le conseil cherokee avait fait d'importants efforts en vue de réglementer le mariage des femmes cherokees avec des hommes blancs, mais peu pour le contrôle des épouses des hommes cherokees. Il n'était pas rare, ni dégradant socialement pour les hommes cherokees de se marier avec des afro-américaines, même esclaves, mais il y avait peu d'incitation pour eux à légaliser l'union, comme les enfants nés de femmes esclaves ou de femmes d'origine africaine n'étaient pas considérés comme des membres citoyens de la tribu, en raison de la constitution,.
L'absence d'interdictions légales sur de telles unions montre le manque de volonté des législateurs, dont beaucoup appartenaient aux familles esclavagistes, d'empiéter sur les prérogatives des maîtres sur leurs esclaves ou pour contraindre le comportement sexuel des hommes dans la tribu. Bien que peu d'éléments prouvent que de telles unions ont eu lieu, on trouve en 1854 un Cherokee nommé Cricket et accusé d'avoir épousé une femme noire ; pour des raisons obscures, le tribunal le mit en examen puis l'acquitta.

##### Lois ultérieures
La Loi de 1855 ne fait pas de place à des relations formelles entre les Afro-Américains et les citoyens cherokee et dérive partiellement de la Loi de 1839 prévenant l’amalgame des Noirs, qui était encore en vigueur, mais n'a pas empêché les unions de se produire. En 1860, la population esclave des Cherokees représentait 18 % de l'ensemble de la population de la nation, avec la plupart des esclaves culturellement Cherokee, ne parlant que la langue cherokee, et étant immergés des traditions cherokee. Les Cherokees n'avaient pas établi de lois particulière de manumission des esclaves ; la manumission pouvait être accordée pour de nombreuses raisons.

#### Esclavage chez les Chactas
Les Chactas avaient acheté beaucoup de leurs esclaves en provenance de la Géorgie. Ils reprirent aussi dans leur constitution des lois qui reflétaient celle du Sud profond. Les Chactas en Territoire indien ne permettaient pas à quiconque ayant de l'ascendance africaine à occuper un emploi.

##### Constitution chacta
La constitution de 1840 ne permettait également pas aux Afro-Américains libres de s'installer dans la nation chacta, ce qui signifie qu'ils n'étaient pas autorisés à posséder ou obtenir de la terre ; les hommes blancs pouvaient obtenir la permission écrite d'y résider de la part du chef ou de l'agent des États-Unis,.
La nation chacta interdit la reconnaissance d'individus d'ascendance partiellement africaine comme citoyens, mais un homme blanc marié à une femme chacta aurait été admissible à la naturalisation. En réponse à l'idéologie esclavagiste dans les nations amérindiennes qui créait un climat d'animosité envers les Afro-Américains libres, le conseil chacta adopta en octobre 1840 une loi qui mandatait l'expulsion de tous les noirs libres « sans lien de sang avec les Chactas et les Chicachas » avant mars 1841. Ceux qui resteraient seraient vendus durant une vente aux enchères et réduits en esclavage à vie.
Dans les entretiens de la WPA, les avis des anciens esclaves chactas varient : un ancien esclave, Edmond Flint, a affirmé que sa servitude par les Chactas ne différait pas de l'esclavage dans un foyer blanc, mais il a indiqué qu'il y avait des maîtres chactas humains et d'autres inhumains.

##### Rapport à la religion
Les Chactas n'autorisaient pas leurs esclaves à pratiquer le culte des missions chrétiennes. Pour les Africains, la reconstruction de leur vie religieuse dans les nations natives américaines créait un sentiment de connexion aux parents et communautés qu'ils avaient laissés en Afrique.
Les missionnaires étaient en mesure d'établir des églises et écoles dans les terres chactas avec la permission des dirigeants de la tribu, mais la question de l'esclavage créa une animosité entre les Chactas et les missionnaires. Ces derniers faisaient valoir que la servitude humaine ne reflétait pas la société chrétienne, et croyait qu'elle accentuait la paresse, la cruauté et la résistance à la « civilisation » des Amérindiens.
Dans les années 1820, un débat houleux eut lieu pour permettre aux Chactas esclavagistes d'aller à l'église ; les missionnaires ne voulant pas se les aliéner acceptèrent finalement de les recevoir aux offices avec l'espoir de les éclairer par la discussion et la prière. À cette période, les missionnaires voyaient les Chactas et les Afro-Américains comme racialement et intellectuellement inférieurs, mais les Afro-Américains convertis étaient au moins perçus comme plus sains intellectuellement et moralement que les autochtones non chrétiens.
Cyrus Kingsbury, chef de file de l'American Board, croyait que lui et les autres missionnaires avaient apporté la civilisation aux Chactas, qu'il considérait comme des gens civilisés. Certains esclavagistes chactas estimaient que si leurs esclaves apprenaient à lire la Bible, ils seraient moins utiles, et cela augmenta la méfiance persistante des Chactas envers les missionnaires. Les Chactas, fatigués par l'attitude condescendante des missionnaires, lesquels remettaient en question l'approche pédagogique de leurs élèves amérindiens et des fidèles afro-américains, finirent par retirer leurs enfants, leurs esclaves et leur soutien financier aux écoles et églises de la mission.
Les maîtres chactas, convertis ou non au christianisme n'utilisaient pas la religion comme moyen de contrôle sur leurs esclaves, mais ils réglementaient les lieux où les esclaves pouvaient avoir des rassemblements religieux.

##### Situation après leFugitive Slave Act
En 1850, le congrès fédéral édicta sa loi la plus forte contre les Afro-Américains aux États-Unis, le Fugitive Slave Act. En 1860, les recenseurs de l'Arkansas documentèrent plusieurs ménages principalement afro-américains dans la nation chacta.
Les enlèvements d'Afro-Américains par les Blancs à des fins esclavagistes devint une menace sérieuse, même pour ceux qui vivaient au sein des nations indigènes. Bien que le paternalisme motivait d'éminents Amérindiens à protéger les Noirs libres, les dirigeants politiques et les esclavagistes considéraient généralement les Afro-Américains comme des aimants à voleurs blancs, et donc comme une menace pour leur sécurité.
En 1842, le Chacta Peter Pitchlynn écrivit au secrétaire à la guerre pour se plaindre de « Texans armés » qui s'étaient introduits dans leur territoire et avaient enlevé la famille Beams ; citant un mépris des Américains blancs pour la souveraineté des autochtones. L'affaire de la famille Beams se poursuivit jusqu'en 1856, où la cour de justice statua qu'ils étaient en effet une famille de Noirs libres.

### Le cas particulier des Séminoles

#### Continuité des traditions
Les Séminoles prirent une voie unique comparée aux quatre autres tribus civilisées. Les Séminoles gardaient des Afro-Américains captifs, mais n'avaient jamais codifié l'esclavage racial. Au lieu de cela, ils avaient gardé leur tradition d'intégrer les étrangers.
En s'appuyant sur l'organisation politique de leurs ancêtres, les Séminoles accueillirent les Afro-Américains ; ce faisant, ils accrurent leur isolation du reste du Sud et même des autres nations natives. Cela les conduisit à être vus comme une menace pour l'économie des plantations. Les Séminoles sont aussi un cas à part car ils absorbèrent ce qu'il restait des Yuchis.

#### Terre d'accueil
Les Afro-Américains en fuite commencèrent à se réfugier chez les Séminoles durant les années 1790. Un propriétaire de plantation en Floride, Jesse Dupont, déclara que ses esclaves avaient commencés à s'échapper vers 1791, quand deux hommes s'échappèrent, il déclara aussi : « Un négro indien a volé une femme et son enfant, et depuis qu'elle est parmi les Indiens, elle en a eu un deuxième ».
Le pays séminole est ainsi rapidement devenu le nouveau lieu de liberté noire dans la région. Alors que les autres grandes nations d'Amérindiens du Sud commençaient à poursuivre l'esclavage des noirs, la politique de centralisation et la nouvelle économie ; les Séminoles prolongeaient leur culture conservatrice et incorporaient les Afro-Américains comme membres à part entière de leurs communautés. Ensemble, ils créèrent une nouvelle société, qui fut de plus en plus isolée des autres sudistes.
Comme les autres indigènes du Sud, les Séminoles cumulaient la propriété privée, et les élites transmettaient leurs esclaves à leurs descendants. Les Séminoles entretinrent les pratiques traditionnelles de capture plus longtemps que les autres nations natives, mais la plus importante différence est qu'ils capturaient aussi des Américains blancs. La pratique de la capture des occidentaux diminua au début du XIXe siècle avec la Première Guerre séminole, qui leur apporta leurs derniers captifs blancs.

#### Préférence afro-américaine
Bien qu'ils continuèrent plus longtemps que les autres nations natives, les Séminoles réduisirent les captures. Ils devinrent de plus en plus pessimistes au sujet de l'intégration des non-autochtones dans leur famille et ciblèrent ensuite presque exclusivement les personnes d'ascendance africaine au cours du XIXe siècle durant les guerres contre l'expansion des États-Unis.
Lorsque le général Thomas Jesup énuméra les origines des Afro-Américains parmi les Séminoles au secrétaire à la guerre en 1841, il a commencé par « descendants de nègres pris aux citoyens de la Géorgie par la confédération creek durant de précédentes guerres ». Lorsqu'un groupe de guerrier seminole s'engagea à rejoindre les Britanniques durant la guerre d'indépendance américaine, ils précisèrent que « les chevaux ou esclaves et bétail que nous prendrons, nous nous attendons à ce qu'ils nous reviennent de droit ». Des soixante-huit captifs documenté durant la guerre Mikasuki (1800-1802), 90 % étaient des Afro-Américains.

#### Protection du territoire et des lois
Les Séminoles prirent les armes à plusieurs reprises pour défendre leurs terres. Ils ont combattu dans trois conflits majeurs : la guerre patriote, la Première Guerre séminole et la Seconde Guerre séminole, et participèrent à d'innombrables escarmouches avec les chasseurs d'esclaves.
Les Séminoles ont été en guerre avec les États-Unis beaucoup plus longtemps que les autres nations du Sud, ils continuèrent à prendre des captifs noirs et à encourager les Afro-Américains à se joindre à eux dans leur lutte contre l'impérialisme colonial. Il continuèrent aussi longtemps à faire des raids pour détruire les plantations.
Tout au long de 1836, les guerriers séminoles continuèrent à être meilleurs que les soldats coloniaux, mais le plus alarmant pour les Américains était la relation entre les Séminoles et les Afro-Américains : il était à craindre que cette alliance augmentait chaque jour. Après avoir été témoin de l'agitation parmi les Creeks forcés d'émigrer, le général Thomas Jesup estima que la deuxième guerre séminole pourrait enflammer l'ensemble du Sud dans un soulèvement général, durant lequel les gens de couleurs pourraient détruire l'économie de la région.

## Traitements des esclaves par les Amérindiens
L'écrivain William Loren Katz suggère que les Amérindiens traitaient leurs esclaves mieux que les Européens dans le Sud-Est. L'agent fédéral Hawkins considérait la forme d'esclavage que les nations pratiquaient comme étant inefficace parce que la majorité de la population ne pratiquait pas l'esclavage.

### Divisions liés à l'esclavage

#### Divisions internes
William Katz pensait que l'esclavage contribuait à briser l'unité entre les nations du Sud-Est et installait une hiérarchie de classes basée sur le « sang des blancs ».
Certains historiens pensent que la division de classes était davantage liée au fait que plusieurs chefs de clans acceptèrent des chefs métis, qui étaient d'abord et avant tout issus de ces nations, et que ceux-ci encourageaient l'assimilation ou les arrangements.

#### Divisions entre nations
Les nations Chacta et Chichaca étaient également différentes des nations Cherokee, Creek et Séminole car ces nations ont aboli l'esclavage immédiatement après la fin de la guerre de Sécession alors que les Chichacas et les Chactas n'ont libéré tous leurs esclaves qu'en 1866.

##### LeFugitive Slave Act
En 1850, la loi fédérale Fugitive Slave Act fut promulguée et elle divisa les Amérindiens. La juridiction des esclaves en fuite en territoire indien était très discutable entre les Amérindiens et le gouvernement fédéral. Les Amérindiens y voyaient en effet un outre-passement de leur juridiction ayant pour but d'étendre l'autorité fédérale.

#### Les relations avec les colons
Au XIXe siècle, les Européens d'Amérique commencèrent à émigrer à l'ouest de la zone côtière, et à empiéter sur les terres tribales. En violant parfois des traités existants.
Les nations frontalières, en contact plus étroit avec les commerçants et les colons, devenaient de plus en plus assimilées, souvent dirigées par des chefs qui croyaient qu'il fallait changer pour s'adapter à la nouvelle société.
Certains chefs de famille de race mixte avaient des relations familiales avec des responsables colons. D'autres avaient été éduqués dans les écoles occidentales et connaissaient leur langue et leur culture. Ils étaient les plus susceptibles de devenir esclavagistes et adopter d'autres pratiques européennes.
Les autres Amérindiens, souvent situés à une certaine distance, continuaient leurs pratiques traditionnelles. Ces divisions culturelles furent la cause de la guerre Creek (1812-1813), et d'autres nations du Sud-Est subirent des tensions similaires.

## Fin de l'esclavage parmi les amérindiens

### La déportation des amérindiens
Avec l'augmentation de la pression pour la déportation des Amérindiens, les tensions s'exacerbèrent. Certains chefs crurent que leur déportation était inévitable et voulaient négocier les meilleures conditions possibles pour préserver leurs lois tribales, comme le chef chactas Greenwood LeFlore.
D'autres considérèrent qu'ils devaient s'opposer à la perte de leurs terres ancestrales. Par exemple, les membres du Cherokee Treaty Party, qui croyaient que la déportation allait arriver, et négocièrent des cessions de terrains pour le reste de la tribu.
Ce conflit fut transporté en Territoire indien, où les opposants assassinèrent certains des signataires du traité de cession de terres. Les tensions parmi les Amérindiens du Sud-Est portaient plus sur le sujet de la terre et de l'assimilation plutôt que celui de l'esclavage. La plupart des chefs convinrent que la résistance armée était vaine.
Les Cinq tribus civilisées prirent tous leurs esclaves afro-américains avec elles lors de leur déportation en Territoire indien (correspondant à l'actuel Oklahoma).

### La guerre civile américaine
Des groupes traditionalistes, tels les Pin Indians et la Four Mothers Society inter-tribale, se sont ouvertement opposés à l'esclavage pendant la guerre civile.
Les Cinq tribus civilisées s'allièrent aux confédérés durant la guerre de Sécession, en partie parce qu'ils en voulaient au gouvernement de les avoir contraints à quitter le Sud-Est.
Les confédérés laissèrent entendre qu'ils pourraient établir un État amérindien en cas de victoire, mais les colons avaient été les premiers à soutenir la déportation des Amérindiens et cette promesse ne se concrétisa jamais.